# Kangur górski
Kangur górski (Osphranter robustus) – gatunek ssaka z podrodziny kangurów (Macropodinae) w obrębie rodziny kangurowatych (Macropodidae). Roślinożerny. Zamieszkuje tereny Australii.

## Taksonomia
Gatunek po raz pierwszy zgodnie z zasadami nazewnictwa binominalnego opisał w 1841 roku brytyjski przyrodnik John Gould nadając mu nazwę Macropus (Petrogale) robustus. Miejsce typowe to „szczyt łańcuchów górskich w interiorze Nowej Południowej Walii”, w Australii. Okaz typowy (lektotyp) to skóra i uszkodzona czaszka dorosłoego samca (sygnatura BMNH 41.1099) z kolekcji Muzeum Historii Naturalnej w Londynie; okaz zebrany przez Johna Gilberta.
Wykazuje znaczne zróżnicowanie morfologiczne i genetyczne w całym swoim zasięgu występowania. Niektóre z wymienionych podgatunków są bardzo zmienne i potrzebne są kompleksowe badania genetyczne i morfologiczne. 
Autorzy Illustrated Checklist of the Mammals of the World rozpoznają cztery podgatunki. Podstawowe dane taksonomiczne podgatunków (oprócz nominatywnego) przedstawia poniższa tabelka:
| Podgatunek        | Oryginalna nazwa            | Autor i rok opisu  | Miejsce typowe                                                                              | Holotyp |
| ----------------- | --------------------------- | ------------------ | ------------------------------------------------------------------------------------------- | --- |
| O. r. erubescens  | Macropus erubescens         | P.L. Sclater, 1870 | Jezioro Hope, 200 mi (322 km) w głąb lądu od Port Augusta, Australia Południowa, Australia. | Samica, obecnie prawdopodobnie zaginął. |
| O. r. isabellinus | Osphranter (?) isabellinus  | Gould, 1842        | Wyspa Barrowa, Australia Zachodnia, Australia.                                              | Skóra (trofeum bez nóg i ogona) samca (sygnatura BMNH 41.10.12.5) z kolekcji Muzeum Historii Naturalnej w Londynie; okaz zakupiony przez kapitana Johna Stokesa (późniejszego admirała) z HMS Beagle i przesłany do Londynu. |
| O. r. woodwardi   | Macropus robustus woodwardi | O. Thomas, 1901    | Grant Range, w pobliżu rzeki Fitzroy, Australia Zachodnia, Australia.                       | Skóra i czaszka dorosłego samca (sygnatura BMNH 0.6.1.1) z kolekcji Muzeum Historii Naturalnej w Londynie; okaz zebrany przez Johna Tunneya.                                                                                 |

### Etymologia
- Osphranter: gr. οσφραντηριος osphrantērios „wietrzący, węszący”[29].
- robustus: łac. robustus „potężny, silny, krzepki”, od robur, roboris „twarde drewno”[30].
- erubescens: łac. erubescens, erubescentis „nieco czerwonawy, zawstydzony, zaczerwienieny”, od erubescere „zaczerwienić się”[31].
- isabellinus: nowołac. isabellinus „w kolorze isabelinowym, szaro-żółty”, od fr. Isabelle „Izabela”, od hiszp. Isabella „Izabela”[32].
- woodwardi: Bernard Henry Woodward (1846–1912), brytyjsko-australijski geolog i paleontolog[33].

## Zasięg występowania
Kangur górski występuje w zależności od podgatunku:
- O. robustus robustus – wschodnia Australia, z wyłączeniem większości Wiktorii.
- O. robustus erubescens – śródlądowa zachodnia, środkowa i wschodnia Australia.
- O. robustus isabellinus – Wyspa Barrowa, Australia Zachodnia.
- O. robustus woodwardi – północno-zachodnia Australia.

## Budowa ciała
Kangur górski ma charakterystyczny wygląd. Tył ciała w porównaniu z przednią częścią jest potężnie rozwinięty. Przednie kończyny krótkie, głowa mała, stosunkowo duże uszy. Tylne kończyny i ogon długie i silne. Sierść gęsta, szara w części wierzchniej, zaś biaława pod spodem. Samice są jaśniej ubarwione niż samce. Dymorfizm płciowy jest także wyraźnie widoczny w wymiarach przedstawicieli obu płci. Samice są wyraźnie mniejsze.
| Część ciała   | wymiar (przedział) – samice            | wymiar (przedział) – samce              |
| ------------- | -------------------------------------- | --------------------------------------- |
| tułów z głową | 57,3–83,1 cm                           | 58,7–108,5 cm                           |
| ogon          | 53,4–74,9 cm                           | 55,1–90,1 cm                            |
| masa ciała    | do 28 kg podgatunek isabellinus 8,6 kg | do 60 kg podgatunek isabellinus 18,1 kg |

Kangur górski zwykle funkcjonuje w pozycji półwyprostowanej i wspiera się wówczas wyłącznie na tylnych kończynach i ogonie. Podczas żerowania jest powolny. Porusza się wówczas na czterech kończynach i podpiera się ogonem. Podczas biegu posługuje się wyłącznie tylnymi kończynami, podczas gdy kończyny przednie są opuszczone w kierunku brzucha. Końcówka ogona pomaga w balansowaniu i utrzymaniu równowagi.

## Tryb życia
Żeruje wieczorem, kiedy temperatura otoczenia jest niższa. Prowadzi samotniczy tryb życia. Wytrzymuje przez długi czas bez dostępu do wody, nawet podczas znacznych upałów. Może się bez niej obyć nawet przez 2-3 miesiące. Jednak w poszukiwaniu wody potrafią kopać głębokie doły
Termin rozrodu uzależniony jest od opadów deszczu. Po trwającej 30 do 40 dni ciąży samica rodzi 1 młode. Kangury górskie osiągają dojrzałość płciową w drugim roku życia. Żyją 15 do 20 lat.

## Ekologia
Kangur górski jest roślinożerny. Pożywienia się różnymi gatunkami traw i krzewów. Zamieszkuje tereny górskie, skaliste. Schronienia przed upałami szuka czasem w jaskiniach.

## Status
W Czerwonej księdze gatunków zagrożonych Międzynarodowej Unii Ochrony Przyrody i Jej Zasobów został zaliczony do kategorii LC (ang. least concern ‘najmniejszej troski’). W skład populacji z wyspy Barrowa wchodzi około 1800 osobników.